# International Women's Open 1998
L'International Women's Open 1998 è stato un torneo di tennis giocato sull'erba. 
È stata la 24ª edizione del torneo di Eastbourne, che fa parte della categoria Tier II nell'ambito del WTA Tour 1998. 
Si è giocato a Eastbourne in Inghilterra, dal 15 al 20 giugno 1998.

## Campionesse

### Singolare
Jana Novotná ha battuto in finale  Arantxa Sánchez-Vicario con il punteggio di 6–1, 7–5

### Doppio
Mariaan de Swardt /  Jana Novotná hanno battuto in finale  Arantxa Sánchez-Vicario /  Nataša Zvereva con il punteggio di 6–1, 6–3